# Фульда
Фульда (нім. Fulda) — дев'яте за розміром місто федеральної землі Гессен, центр регіону Східний Гессен. Місто виникло на місці монастиря бенедиктинців, заснованого у 744 році. Статус міста був отриманий Фульдою у 1114 році.
Річка Фульда протікає у землі Гессен, у тому числі через місто.
У місті розташовано велике виробництво автомобільних шин для вантажних автомобілів (торговельна марка FULDA).

## Географія
Місто Фульда знаходиться недалеко від центру Німеччини в Гессені; границя з федеральними землями Баварією і Тюрингією проходить за 15 км на південний схід і за 25 км на схід. Місто знаходиться на річці Фульда між плоскогір'ям Фульда-Хауне на півночі та низькими гірськими хребтами Рена на сході та Фогельсбергом на заході. Центр міста розташований на висоті 261,5 м. Фульда належить до східної частини області Рейн-Майн.

### Сусідні громади
Навколо Фульди знаходяться громади Петерсберг, Кюнцелль і Айхенцелл, разом з якими місто утворює агломерацію з населенням близько 112 000 осіб (станом на 2020 рік). Іншими сусідніми громадами є Гроссенлюдер, місто Хюнфельд, Нойгоф, усі вони знаходяться в районі Фульда, а місто Шлітц у районі Фогельсберг.

### Клімат
Завдяки своєму розташуванню в Центральній Європі Фульда знаходиться в зоні прохолодного і помірного клімату. Зима холодна із середньою температурою 0,6°C у січні, літо прохолодне із середньою температурою 17,7°C у липні. Однак, влітку може бути тепліше за 30 °C. 17 січня 1963 року найнижча підтверджена температура в населеному пункті в Гессені була виміряна у Фульді на рівні −27,5 °C.

## Історія
Місто розрослося довкола Фульдського абатства, заснованого 774 року. У Фульді досі помітний вплив церковної ієрархії — місто є столицею церковних володінь на території центральної Німеччини. Тут розташована резиденція єпископа. Одна з церков Фульди була побудована ще у X столітті. Також є католицький кафедральний собор — собор святого Сальватора, відоміший як «Високий собор». У ньому похований Святий Боніфацій.

## Економіка, промисловість та інфраструктура
- Jumo — виробництво датчиків і систем промислової автоматизації.

## Спорт
- У місті існує футбольний клуб «Боруссія», що виступає у нижчих дивізіонах Німеччини.

## Відомі люди
- Ейнгард (770—840) — франкський вчений, історик і письменник
- Карл Фердинанд Браун — лауреат Нобелівської премії.
- Джозеф Ротшильд (1931—2000) — американський історик.
- Тобіас Саммет — композитор і вокаліст груп Edguy Avantasia